# Алексис фон Рьоне
Алексис фон Рьоне (на немски: Alexis von Roenne) е германски полковник от Вермахта, екзекутиран след опита за убийство на фюрера Адолф Хитлер от 20 юли 1944 г. Един от любимите на Хитлер анализатори в Абвер, фон Рьоне не е пряко замесен в заговора, но въпреки това е съден, благодарение на връзките си с много от заговорниците.

## Биография
Рьоне се издига през германското разузнаване, за да оглави Западните армии, клон на Абвера, натоварен с шпионаж на Западния фронт. Сочен е от съвременните историци като „любимият анализатор на Хитлер“.
Въпреки това, твърд християнин с вярвания, противоречащи на нацистката партия, историците смятат, че той води двоен живот, като умишлено подвежда Адолф Хитлер и Главно командване на Вермахта.
Арестуван непосредствено след заговора от 20 юли, благодарение на връзката си с няколко от отговорните, но освободен скоро след това. Рьоне е арестуван отново на 9 август и се изправя пред Народна съдебна палата на Роланд Фрайслер на 5 октомври. Декларирайки, че нацистките расови политики са несъвместими с неговите християнски ценности, той е признат за виновен по време на съдебния процес и е обесен на кука за месо в затвора Пльоцензе на 12 октомври. Неговият последен епитаф към съпругата му отразява вярата му, като казва: „В миг сега ще се прибера у дома на нашия Господ в пълно спокойствие и сигурна светлина“.